# Trofeo Playa de Palma-Palma 2020
La 29.ª edición de la clásica ciclista Trofeo Playa de Palma-Palma fue una carrera en España que se celebró el 2 de febrero de 2020 sobre un recorrido de 159,6 km en la isla balear de Mallorca. La carrera formó parte del cuarto trofeo de la Challenge Ciclista a Mallorca 2020.
La carrera formó parte del UCI Europe Tour 2020, calendario ciclístico de los Circuitos Continentales UCI dentro de la categoría 1.1. El vencedor fue el italiano Matteo Moschetti del Trek-Segafredo. Completaron el podio, como segundo y tercer clasificado respectivamente, el alemán Pascal Ackermann del Bora-Hansgrohe y el también italiano Andrea Pasqualon del Circus-Wanty Gobert.

## Equipos participantes
Tomaron parte en la carrera 23 equipos: 5 de categoría UCI WorldTeam, 9 de categoría UCI ProTeam, 8 de categoría Continental y una selección nacional. Formaron así un pelotón de 159 ciclistas de los que acabaron 133. Los equipos participantes fueron:
| WorldTeams (5)- Bora-Hansgrohe - Lotto Soudal - Movistar Team - Israel Start-Up Nation - Trek-Segafredo ProTeams (9)- Bardiani CSF Faizanè - Burgos-BH - Caja Rural-Seguros RGA - Euskaltel-Euskadi - Arkéa-Samsic - Gazprom-RusVelo - Sport Vlaanderen-Baloise - Circus-Wanty Gobert - Vini Zabù-KTM Equipos continentales (8)- Kometa-Xstra - Canyon DHB p/b Bloor Homes - Team SKS Sauerland NRW - Gios Kiwi Atlántico - Equipo Kern Pharma - Team Work Service Romagnano - Swiss Racing Academy - Memil Equipo nacional- Suiza |
| |

## Clasificación final
- La clasificación finalizó de la siguiente forma:[3]

| \| Clasificación general \| Clasificación general \| Clasificación general \| Clasificación general \| Clasificación general \| \| Ciclista \| Ciclista \| Equipo \| Tiempo \| \| \| --------------------- \| --------------------- \| ------------------------ \| --------------------- \| --------------------- \| \| 1.º \| Matteo Moschetti \| Trek-Segafredo \| 3 h 46 min 29 s \| \| \| 2.º \| Pascal Ackermann \| Bora-Hansgrohe \| + 0 s \| \| \| 3.º \| Andrea Pasqualon \| Circus-Wanty Gobert \| + 0 s \| \| \| 4.º \| Amaury Capiot \| Sport Vlaanderen-Baloise \| + 0 s \| \| \| 5.º \| Stefano Oldani \| Lotto-Soudal \| + 0 s \| \| \| 6.º \| Cedric Beullens \| Sport Vlaanderen-Baloise \| + 0 s \| \| \| 7.º \| Juanjo Lobato \| Fundación-Orbea \| + 0 s \| \| \| 8.º \| Jon Aberasturi \| Caja Rural-Seguros RGA \| + 0 s \| \| \| 9.º \| Emīls Liepiņš \| Trek-Segafredo \| + 0 s \| \| \| 10.º \| Giovanni Lonardi \| Bardiani CSF Faizanè \| + 0 s \| \| |                  |                          |                 |
| |                  |                          |                 |
| Fuente: ProCyclingStats |                  |                          |                 |
| Clasificación general |                  |                          |                 |
| Ciclista | Ciclista         | Equipo                   | Tiempo          |
| 1.º | Matteo Moschetti | Trek-Segafredo           | 3 h 46 min 29 s |
| 2.º | Pascal Ackermann | Bora-Hansgrohe           | + 0 s           |
| 3.º | Andrea Pasqualon | Circus-Wanty Gobert      | + 0 s           |
| 4.º | Amaury Capiot    | Sport Vlaanderen-Baloise | + 0 s           |
| 5.º | Stefano Oldani   | Lotto-Soudal             | + 0 s           |
| 6.º | Cedric Beullens  | Sport Vlaanderen-Baloise | + 0 s           |
| 7.º | Juanjo Lobato    | Fundación-Orbea          | + 0 s           |
| 8.º | Jon Aberasturi   | Caja Rural-Seguros RGA   | + 0 s           |
| 9.º | Emīls Liepiņš    | Trek-Segafredo           | + 0 s           |
| 10.º | Giovanni Lonardi | Bardiani CSF Faizanè     | + 0 s           |

## UCI World Ranking
El Trofeo Playa de Palma-Palma otorgó puntos para el UCI World Ranking para corredores de los equipos en las categorías UCI WorldTeam, UCI ProTeam y Continental. Las siguientes tablas son el baremo de puntuación y los 10 corredores que obtuvieron más puntos:
| Posición   | 1.º | 2.º | 3.º | 4.º | 5.º | 6.º | 7.º | 8.º | 9.º | 10.º | 11.º | 12.º | 13.º-15.º | 16.º-25.º |
| Puntuación | 125 | 85  | 70  | 60  | 50  | 40  | 35  | 30  | 25  | 20   | 15   | 10   | 5         | 3         |

| Clasificación |                  |                          |        |
| Posición      | Ciclista         | Equipo                   | Puntos |
| ------------- | ---------------- | ------------------------ | ------ |
| 1.º           | Matteo Moschetti | Trek-Segafredo           | 125    |
| 2.º           | Pascal Ackermann | Bora-Hansgrohe           | 85     |
| 3.º           | Andrea Pasqualon | Circus-Wanty Gobert      | 70     |
| 4.º           | Amaury Capiot    | Sport Vlaanderen-Baloise | 60     |
| 5.º           | Stefano Oldani   | Lotto Soudal             | 50     |
| 6.º           | Cédric Beullens  | Sport Vlaanderen-Baloise | 40     |
| 7.º           | Juan José Lobato | Fundación-Orbea          | 35     |
| 8.º           | Jon Aberasturi   | Caja Rural-Seguros RGA   | 30     |
| 9.º           | Emīls Liepiņš    | Trek-Segafredo           | 25     |
| 10.º          | Giovanni Lonardi | Bardiani-CSF-Faizanè     | 20     |